# Král musí zemřít
Král musí zemřít je první část dvojrománu o antickém starořeckém hrdinovi, athénském králi Théseovi, který v roce 1958 napsala jihoafrická spisovatelka Mary Renaultová podle starořecké pověsti. Kniha popisuje zhruba první polovinu Théseova života od jeho narození, cestu z Troizény do Athén, cestu a pobyt na Krétě, až po jeho nešťastný návrat zpět do Athén.
Na první část pak volně navazuje druhá část dvojrománu, Býk přichází z moře (1962), která zahrnuje zbytek Théseova života až do jeho dobrovolné smrti.

## Děj
První část knihy popisuje jak okolnosti jeho narození tak i jeho pozdější dobrodružství, která zažije cestou za svým otcem z rodné Troizény do Athén, kdy cestou zabije nebo potrestá řadu lupičů a zabije obra lupiče Perifétéa a stane se poprvé králem v malém království Eleusině (v těsném sousedství Athénského království).
Druhá část popisuje jeho příchod do Athén ke svému otci králi Aigeovi a život zde, první setkání s Médeiou a její následné vyhnání z Athén, válku s Pallásovými syny a zápas a zabití velkého býka, kterého do Athén přivedl sám Héraklés.
Ústřední děj třetí části pak zahrnuje jeho pobyt na Krétě, kde zápasí s posvátnými býky, zamiluje se do krásné Ariadny a zabije v Labyrintu Mínotaura. Nakonec se zde stane i krétským králem.
Kniha končí neblahým úmrtím jeho otce athénského krále Aigea, který skončí sebevraždou skokem z athénských hradeb do moře (Egejské moře je od těch dob pojmenováno právě po něm), poté co vidí nesprávnou plachtu na Théseově lodi – Théseus se tak stane trojnásobným králem (Eleusína, Kréta a Attika).